# Rattle and Hum (Album)
Rattle and Hum ist das sechste Studioalbum der irischen Rockband U2. Es erschien 1988.

## Entstehung und Veröffentlichung
Die Erstveröffentlichung von Rattle and Hum erfolgte am 10. Oktober 1988 bei Island Records. Das Album erschien in der Originalausgabe zeitgleich als CD (Katalognummer: 842 299-2) und LP (Katalognummer: 842 299-1) mit 17 Titeln. Es setzt sich aus Live- und Studioaufnahmen zusammen. Die Liveaufnahmen entstanden während der Joshua-Tree-Tour. Parallel zum Album erschien der Konzertfilm U2: Rattle and Hum.
Die Lieder wurden von den U2-Mitgliedern Bono, Adam Clayton, The Edge und Larry Mullen Junior geschrieben. Neben Eigenkompositionen enthält das Album Coverversionen der Beatles (Helter Skelter) und von Bob Dylan (All Along the Watchtower). Als Gastmusiker sind B. B. King, Bob Dylan, Benmont Tench, The Memphis Horns und The New Voices of Freedom auf dem Album zu hören. Für die Produktion zeichnete Jimmy Iovine verantwortlich.

## Titelliste

### Original
1. Helter Skelter (live)
2. Van Diemen’s Land
3. Desire
4. Hawkmoon 269
5. All Along the Watchtower (live)
6. I Still Haven’t Found What I’m Looking for (live)
7. Freedom for My People (live)
8. Silver and Gold (live)
9. Pride (In the Name of Love) (live)
10. Angel of Harlem
11. Love Rescue Me
12. When Love Comes to Town
13. Heartland
14. God Part II
15. The Star-Spangled Banner (live)
16. Bullet the Blue Sky (live)
17. All I Want Is You
18. Exit/Gloria (live) (Bonus 1995)
19. In God’s Country (live) (Bonus 1995)

### Videoalbum
1. Helter Skelter
2. Van Diemen’s Land
3. Desire
4. Exit
5. I Still Haven’t Found What Im Looking For
6. Freedom For My People/Silver And Gold
7. Angel Of Harlem
8. All Along The Watchtower
9. In God’s Country
10. When Love Comes To Town
11. Heartland
12. Bad
13. Where The Streets Have No Name
14. Mlk
15. With Or Without You
16. Star Spanled Banner/Bullet The Blue Sky
17. Running To Stand Still
18. Sunday Bloody Sunday
19. Pride (In The Name of Love)
20. All I Want Is You
21. Gloria (nur VHS)

## Singleauskopplungen
- Desire
- Angel of Harlem
- When Love Comes to Town
- All I Want Is You

## Rezeption
Obwohl Rattle and Hum als Tribut der Band an legendäre Musiker gedacht war, warfen einige Kritiker U2 vor, sich selbst in die Reihen solcher Künstler einreihen zu wollen. Die Kritiken zum Album und zum Film waren gemischt; ein Rolling-Stone-Redakteur beschrieb das Album als „fehlgeleitet und bombastisch“.

## Kommerzieller Erfolg

### Chartplatzierungen
Rattle and Hum avancierte zum weltweiten Nummer-eins-Album, darunter Australien, Deutschland, Neuseeland, den Niederlanden, Norwegen, Österreich, die Schweiz, den Vereinigten Staaten und dem Vereinigten Königreich.
| ChartsChartplatzierungen       | Höchstplatzierung | Wochen/ Monate |
| ------------------------------ | ----------------- | -------------- |
| Deutschland (GfK)              | 1 (37 Wo.)        | 37 Wo.         |
| Irland (IRMA)                  | 17 (16 Wo.)       | 16 Wo.         |
| Österreich (Ö3)                | 1 (11,5 Mt.)      | 11,5 Mt.       |
| Schweiz (IFPI)                 | 1 (26 Wo.)        | 26 Wo.         |
| Vereinigte Staaten (Billboard) | 1 (38 Wo.)        | 38 Wo.         |
| Vereinigtes Königreich (OCC)   | 1 (65 Wo.)        | 65 Wo.         |

| ChartsJahrescharts (1988) | Platzierung |
| ------------------------- | ----------- |
| Deutschland (GfK)         | 52          |
| Österreich (Ö3)           | 14          |

| ChartsJahrescharts (1989) | Platzierung |
| ------------------------- | ----------- |
| Deutschland (GfK)         | 24          |
| Österreich (Ö3)           | 3           |
| Schweiz (IFPI)            | 14          |

### Auszeichnungen für Musikverkäufe
| Land/Region                  | Auszeichnungen für Musikverkäufe (Land/Region, Auszeichnung, Verkäufe) | Verkäufe  |
| ---------------------------- | ---------------------------------------------------------------------- | --------- |
| Argentinien (CAPIF)          | Gold                                                                   | 30.000    |
| Australien (ARIA)            | 7× Platin                                                              | 490.000   |
| Brasilien (PMB)              | Gold                                                                   | 100.000   |
| Dänemark (IFPI)              | Gold                                                                   | 50.000    |
| Deutschland (BVMI)           | Platin                                                                 | 500.000   |
| Finnland (IFPI)              | Gold                                                                   | 28.632    |
| Frankreich (SNEP)            | Platin                                                                 | 300.000   |
| Hongkong (IFPI/HKRIA)        | Gold                                                                   | 10.000    |
| Kanada (MC)                  | 7× Platin                                                              | 700.000   |
| Neuseeland (RMNZ)            | 8× Platin                                                              | 160.000   |
| Niederlande (NVPI)           | Platin                                                                 | 100.000   |
| Norwegen (IFPI)              | Gold                                                                   | 50.000    |
| Portugal (AFP)               | Platin                                                                 | 40.000    |
| Schweden (IFPI)              | Gold                                                                   | 50.000    |
| Schweiz (IFPI)               | 2× Platin                                                              | 100.000   |
| Spanien (Promusicae)         | Platin                                                                 | 100.000   |
| Vereinigte Staaten (RIAA)    | 5× Platin                                                              | 5.000.000 |
| Vereinigtes Königreich (BPI) | 4× Platin                                                              | 1.200.000 |
| Insgesamt                    | 7× Gold · 38× Platin ·                                                 | 9.008.632 |

Hauptartikel: U2 (Band)/Auszeichnungen für Musikverkäufe